# Cuscuta glomerata
Cuscuta glomerata är en vindeväxtart som beskrevs av Jacques Denys Denis Choisy. Cuscuta glomerata ingår i släktet snärjor, och familjen vindeväxter. Inga underarter finns listade i Catalogue of Life.

## Bildgalleri

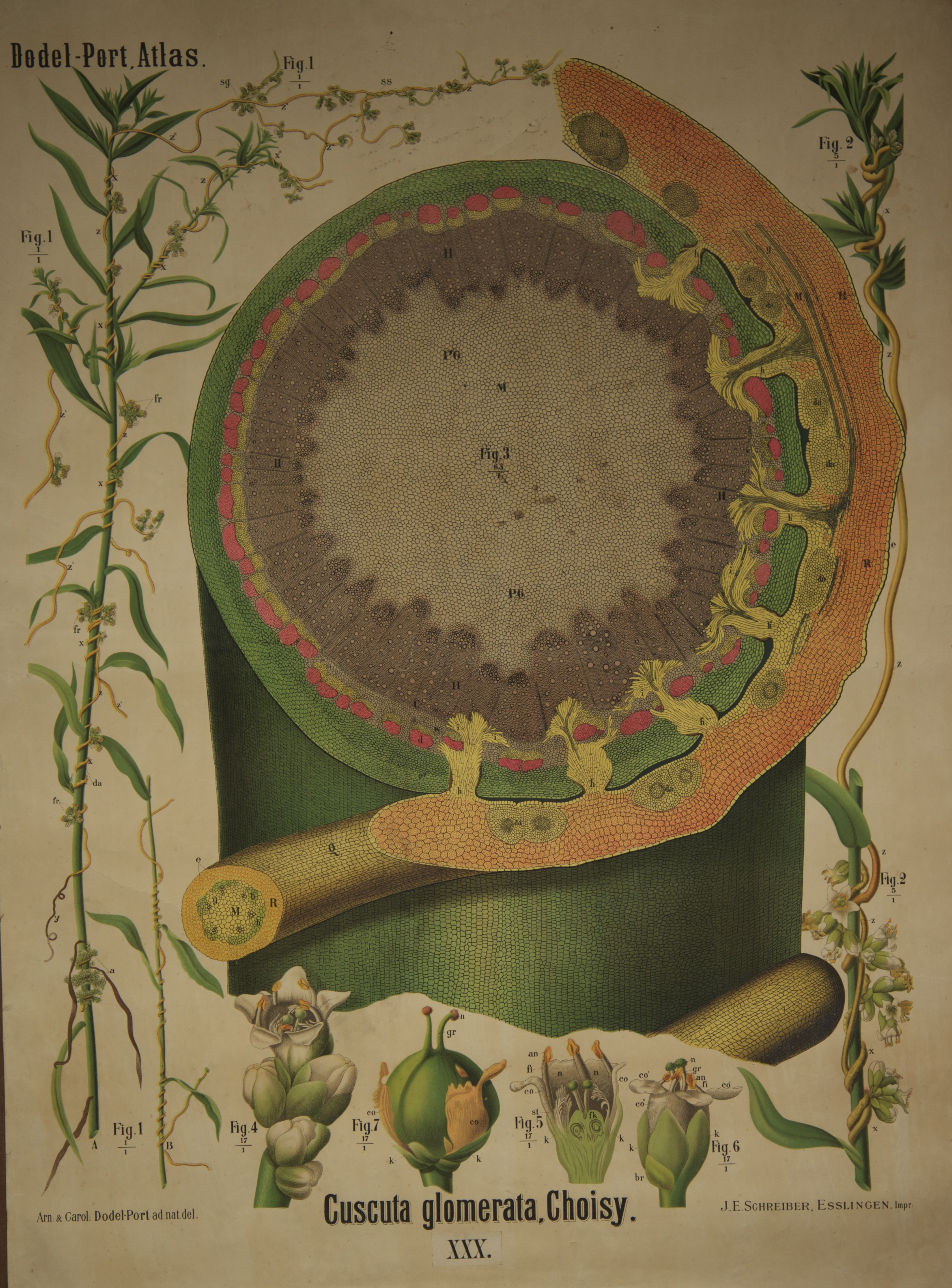